# Tourou (Mokolo)
Pour les articles homonymes, voir Tourou.
Tourou est une localité du Cameroun située dans le département du Mayo-Tsanaga et la Région de l'Extrême-Nord, à proximité de la frontière avec le Nigeria. Elle fait partie de la commune de Mokolo et du canton de Matakam-Sud.

## Population
En 1966-1967, la localité comptait 5 816 habitants.
En 2005, lors du recensement général de la population et de l'habitat, on y a dénombré 15 190 personnes.
En 2022, Tourou a moins d'habitants. Raison d'insécurité qui règnent depuis des années. Les populations laissent le village pour une autre.

## Histoire contemporaine
La bataille de Tourou a eu lieu au mont Gossi le 7 juin 2014, pendant l'insurrection de Boko Haram.
Sans laissé jamais taché, de 2014 à nos jours, cette insurrection continue de plus en plus graves. plus de 15 quartiers abandonnés par la population et plus de 30km occupé par ces ennemis dans la zone du Cameroun.